# Liste de mémoriaux du génocide arménien

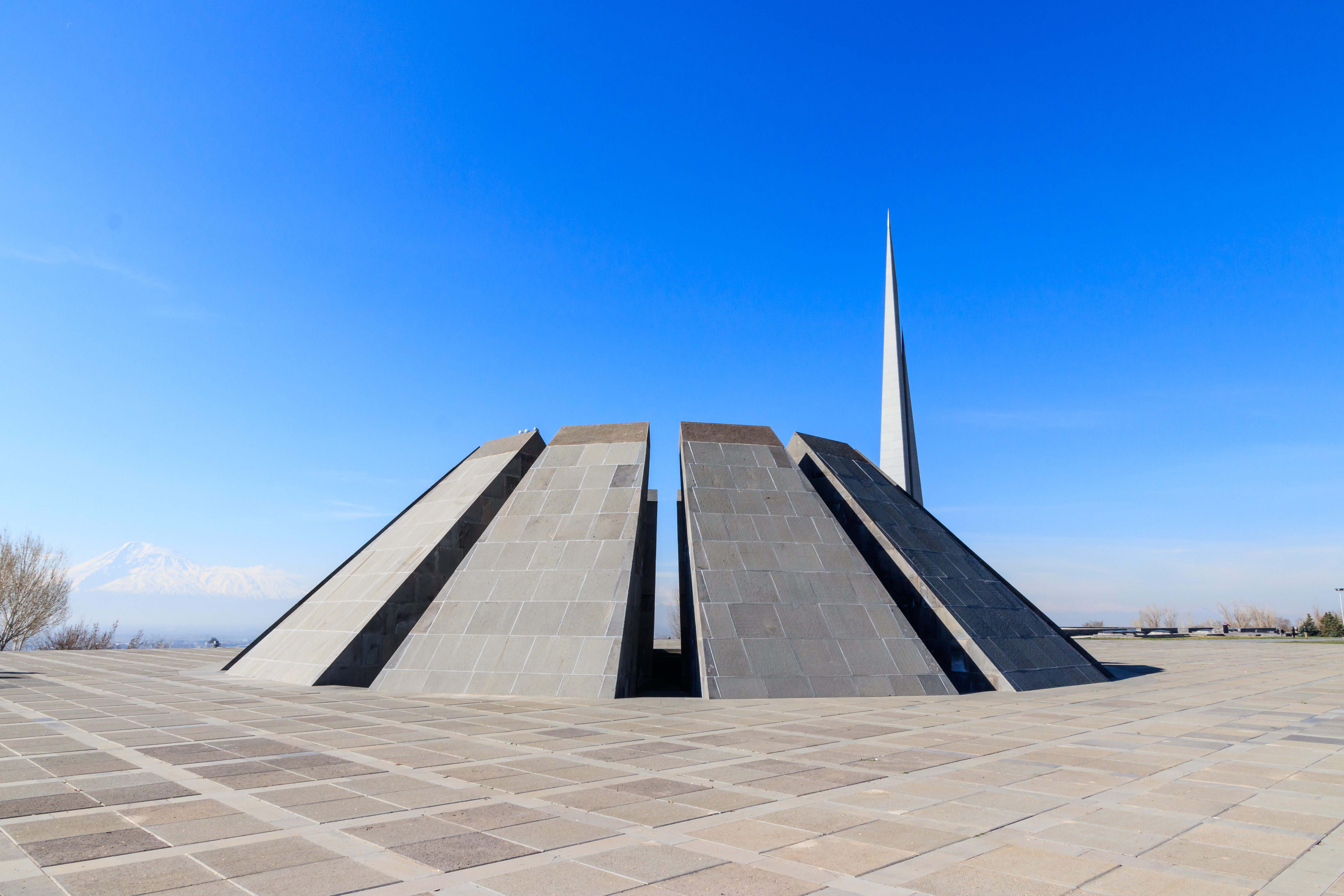
Tsitsernakaberd en Arménie.

La liste de mémoriaux du génocide des arméniens présente de manière non exhaustive, des mémoriaux du génocide des arméniens à travers le monde.

## Liste partielle
| Nom                                                      | Lieu | Pays                          | Coordonnées                   | Date d'inauguration / période         | Image |
| -------------------------------------------------------- | --- | ----------------------------- | ----------------------------- | ------------------------------------- | ----- |
| Khatchkar de Béhuard                                     | Béhuard | France                        |                               | 2025                                  |       |
| Mémorial de l'Holocauste arménien                        | Petah Tikva                                                                                                 | Israël                        | 32° 05′ 00″ N, 34° 53′ 00″ E  | 2020                                  |       |
| Khatchkar de Limoges                                     | Limoges | France                        |                               | 2015                                  |       |
| Khatchar de Coulaines                                    | Coulaines (72), parc de la Gironde                                                                          | \| France \|                  |                               | 2018                                  |       |
| Stèle du génocide                                        | Clermont-Ferrand                                                                                            | France                        | 45° 46′ 58″ N, 3° 04′ 43″ E   | 2015                                  |       |
| Stèle du génocide                                        | Vienne | France                        | 45° 32′ 17″ N, 4° 53′ 23″ E   | 1982                                  |       |
| Stèle du génocide                                        | Meyzieu | France                        | 45° 46′ 17″ N, 4° 59′ 15″ E   | 2001                                  |       |
| Mémorial du génocide arménien                            | Issy-les-Moulineaux                                                                                         | France                        | 48° 49′ 09″ N, 2° 15′ 35″ E   | 1982                                  |       |
| Mémorial du génocide arménien                            | Parc de Sceaux, Antony                                                                                      | France                        |                               | 2015 (inauguration : 11 avril 2015)   |       |
| Armenian Heritage Park                                   | Boston | États-Unis                    | 42° 21′ 40″ N, 71° 03′ 12″ O  | 2012                                  |       |
| Arbre monumental du génocide arménien (Prunus armeniaca) | Ealing, Londres                                                                                             | Angleterre                    | 51° 30′ 42″ N, 0° 18′ 19″ O   | 2010                                  |       |
| Mémorial du génocide arménien                            | Mislata | Espagne                       |                               | 2010                                  |       |
| Mémorial du génocide arménien de Larnaca (en)            | Larnaca | Chypre                        |                               | 2008                                  |       |
| Mémorial gallois du génocide arménien (en)               | Cardiff | Pays de Galles                | 51° 29′ 13″ N, 3° 10′ 59″ O   | 2008                                  |       |
| Mémorial lyonnais du génocide arménien                   | Place Antonin-Poncet, Lyon                                                                                  | France                        | 45° 45′ 23″ N, 4° 50′ 02″ E   | 2006 (inauguration : 24 avril 2006)   |       |
| Mémorial du génocide de Marseille                        | Avenue du 24-avril-1915, Marseille                                                                          | France                        | 43° 18′ 25″ N, 5° 25′ 30″ E   | 2006, (inauguration : 24 avril 2006)  |       |
| Mémorial du génocide de Varna                            | Varna | Bulgarie                      |                               | 2006 (inauguration : 24 avril 2006)   |       |
| Mémorial de Rosario                                      | Parque de Las Colectividades, Rosario                                                                       | Argentine                     |                               | 2005 (inauguration : 30 juin 2005)    |       |
| Stèle du génocide                                        | Villeurbanne                                                                                                | France                        |                               | 2005 (inauguration : 23 avril 2005)   |       |
| Mémorial du génocide arménien d'Assen (hy)               | Assen | Pays-Bas                      |                               | 2001                                  |       |
| Mémorial du génocide arménien                            | Angle des rues Jean-Jaurès et Saint-Just, Arnouville                                                        | France                        | 48° 59′ 26″ N, 2° 25′ 04″ E   | 2004 (inauguration : 27 avril 2004)   |       |
| Monument en hommage à Komitas                            | Jardin d'Erevan, Paris                                                                                      | France                        | 48° 51′ 52″ N, 2° 18′ 35″ E   | 2002                                  |       |
| Monument au génocide de Grenoble                         | Parc Paul-Mistral, Grenoble                                                                                 | France                        | 45° 11′ 07″ N, 5° 44′ 18″ E   | 1999 (inauguration : 5 juin 1999)     |       |
| Chapelle de la Sainte Résurrection                       | Margadeh | Syrie                         |                               | 1999                                  |       |
| Mémorial arménien des Martyrs                            | Providence (Rhode Island)                                                                                   | États-Unis                    |                               | 1999                                  |       |
| Mémorial du génocide arménien                            | Parc Marcelin-Wilson à Montréal                                                                             | Canada                        |                               | 1998                                  |       |
| Monument au génocide arménien d'Ixelles                  | Square Henri-Michaux, Ixelles (Bruxelles-Capitale)                                                          | Belgique                      |                               | novembre 1997                         |       |
| Monument du Mont Davidson                                | San Francisco (Californie)                                                                                  | États-Unis                    |                               | 1997                                  |       |
| Mémorial du génocide arménien                            | Cathédrale des Quarante-Martyrs à Alep                                                                      | Syrie                         |                               | 1991 (inauguration : 28 mai 1991)     |       |
| Mémorial du génocide arménien de Deir ez-Zor             | Deir ez-Zor                                                                                                 | Syrie                         |                               | 1990                                  |       |
| Monument du génocide arménien de Nicosie (en)            | Nicosie | Chypre                        |                               | 1990                                  |       |
| Mémorial du génocide arménien                            | Philadelphia Museum of Art, Philadelphie (Massachusetts)                                                    | États-Unis                    |                               | 1980 (années 1980)                    |       |
| Mémorial arménien des Martyrs                            | Place Joaquín-Suárez, à proximité de la cathédrale Saint-Nersès-le-Gracieux de Montevideo (en) à Montevideo | Uruguay                       | 34° 52′ 38″ S, 56° 11′ 49″ O  | 1975                                  |       |
| Mémorial du génocide arménien                            | Cathédrale Saint-Sauveur d'Ispahan à La Nouvelle-Djoulfa                                                    | Iran                          |                               | 1975                                  |       |
| Monument du génocide de Marseille                        | 339, avenue du Prado, Marseille                                                                             | France                        | 43° 16′ 14″ N, 5° 23′ 20″ E   | 1973 (inauguration : 11 février 1973) |       |
| Mémorial du génocide arménien de Décines-Charpieu        | Rue du 24-avril-1915, Décines-Charpieu                                                                      | France                        | 45° 46′ 07″ N, 4° 56′ 50″ E   | 1972                                  |       |
| Tsitsernakaberd                                          | Erevan | Union soviétique puis Arménie | 40° 11′ 09″ N, 44° 29′ 26″ E  | 1968                                  |       |
| Mémorial du génocide arménien                            | Bikfaya | Liban                         |                               | 1965                                  |       |
| Mémorial du génocide arménien                            | Watertown (Massachusetts)                                                                                   | États-Unis                    |                               | 1965                                  |       |
| Mémorial du génocide arménien à Etchmiadzin              | Etchmiadzin (Saint-Siège)                                                                                   | Arménie                       |                               | 1965                                  |       |
| Mémorial du génocide arménien de Montebello              | Montebello (Californie)                                                                                     | États-Unis                    | 34° 01′ 42″ N, 118° 07′ 51″ O | 1965                                  |       |
| Mémorial du génocide arménien                            | Église arménienne de Nazareth à Calcutta                                                                    | Inde                          |                               | 1965                                  |       |
| Chapelle                                                 | Antélias (catholicossat arménien de Cilicie)                                                                | Liban                         |                               | 1938                                  |       |
| Mémorial du génocide de Burgas                           | Bourgas | Bulgarie                      |                               | données inconnues                     |       |
| Huşartsan (en turc : Taksim Ermeni Soykırımı Anıtı)      | Place Taksim, Constantinople                                                                                | Occupation de Constantinople  |                               | 1919 à 1922,                          |       |
| « In Memory of the Armenian martyrs of 1915 »            | Église Notre-Dame du Spasme Jérusalem                                                                       | Israël                        | 31° 47′ 00″ N, 35° 13′ 00″ E  | Début du XXe siècle ?                 |       |
| Khatchkar du Souvenir                                    | Place du Bail, Lusignan                                                                                     | France                        |                               |                                       |       |
| Monument arménien                                        | Chaville | France                        |                               |                                       |       |
| France                                                   | |                               |                               |                                       |       |